# Эберлейн, Вернер
Ве́рнер Э́берлейн (нем. Werner Eberlein; 9 ноября 1919, Берлин — 11 октября 2002, Берлин) — немецкий политик, член СЕПГ.

## Биография
Сын Гуго Эберлейна, соучредителя Коммунистической партии Германии, репрессированного при Сталине. В 1934 году Вернер переехал к мачехе в СССР, где провёл семь лет в ссылке в Сибири. Вернулся в Германию в 1948 году. В ГДР работал главным переводчиком Вальтера Ульбрихта, часто появлялся на телевидении и получил известность как «голос Хрущёва».
С 1960 года Эберлейн работал в ЦК СЕПГ, в 1964—1983 годах занимал должность заместителя руководителя отдела кадров ЦК. В 1983 году, уже практически в пенсионном возрасте, был назначен первым секретарём окружного управления СЕПГ в Магдебурге. В 1986—1989 годах входил в состав Политбюро ЦК СЕПГ. В конце 1989 года некоторое время занимал должность председателя Центральной партийной контрольной комиссии СЕПГ-ПДС. Умер от инфаркта миокарда и похоронен на Центральном кладбище Фридрихсфельде.

## Сочинения
- Ansichten, Einsichten, Aussichten, Berlin 1994
- Begegnungen, Berlin 1999
- Geboren am 9. November. Erinnerungen, Berlin 2000
- Hrsg., Auskünfte über Erich Honecker, Berlin 2002
- Disput mit Lesern, Berlin 2002